# Brug 849
Brug 849 is een bouwkundig kunstwerk in Amsterdam-Zuid.
De brug uit circa 2011 ligt in een voetpad in het park 't Kleine Loopveld in Buitenveldert. Rond genoemd jaartal werd het park ter plaatse aangepast met totstandkoming van kunstmatige eilandjes, welke verbonden werden door bruggen. De firma Haasnoot Bruggen werd gevraagd om een aantal landschappelijke bruggen voor het park te ontwerpen en kwam voor deze plaats met een vaste brug. Ze valt nauwelijks op in het landschap en heeft hetzelfde uiterlijk als brug 848 en ook brug 850, al kreeg die laatste een ophaalbruguitvoering.
<<< · 801 · 802 · 803 · 804 · 805 · 808 · 811 · 812 · 813 · 814 · 815 · 816 · 817 · 818 · 819 · 820 · 821 · 822 · 823 · 824 · 825 · 826 · 827 · 828 · 829 · 830 · 831 · 832 · 833 · 834 · 835 · 836 · 837 · 838 · 839 · 840 · 841 · 842 · 844 · 845 · 846 · 848 · 849 · 850 ·  854 · 856 · 857 · 858 · 859 · 860 · 863 · 864 · 865 · 866 · 867 · 868 · 869 · 870 · 871 · 872 · 873 · 875 · 876 · 877 · 889 · 890 · 891 · 892 · 893 · 895 · 896 · 897 · 898 · 899 · >>>
Brugnummers 800, 806, 807, 809, 810, 843 (gesloopt, Uilenstede, Amstelveen), 847 (Uilenstede, Amstelveen) , 851 (gesloopt, Dirk Sterenberg), 852 (gesloopt, Dirk Sterenberg), 853 (gesloopt, Dirk Sterenberg), 855, 861, 862, 874, 878, 879, 880, 881, 882, 883, 884, 885, 886, 887, 888, 894 zijn niet (meer) vergeven.